# Apollo 15
Apollo 15, in der ursprünglichen Planung Apollo 16 oder J-1 benannt, war der neunte bemannte Flug im Rahmen des US-amerikanischen Apollo-Programms. Es handelte sich gleichzeitig um den siebten bemannten Mondflug und die vierte bemannte Mondlandung. Es war die erste erweiterte Mission mit verlängertem Mondaufenthalt und größerem wissenschaftlichen Programm sowie die erste Mission mit dem Mondauto Lunar Roving Vehicle.

## Besatzung
Am 26. März 1970, kurz vor dem Start von Apollo 13, gab die NASA die Besatzung der Mission Apollo 15 bekannt. Kommandant wurde David Scott, der damit nach Gemini 8 und Apollo 9 seinen dritten Raumflug durchführte. Als Pilot der Kommandokapsel wurde Alfred Worden eingeteilt, für die Mondlandefähre wurde James Irwin nominiert. Beide waren Weltraumneulinge. Alle drei Astronauten gehörten der US-Luftwaffe an.
Ersatzkommandant wurde Richard Gordon, der mit Gemini 11 und Apollo 12 bereits im All war. Als Ersatzpilot der Kommandokapsel und der Mondlandefähre wurden Vance Brand und Jack Schmitt eingeteilt. Es war üblich, dass die Ersatzmannschaft eines Apolloflugs drei Flüge später Hauptmannschaft wurde. Da aber Apollo 18 im September 1970 abgesagt wurde, bestand damit für Gordon, Brand und Schmitt wenig Hoffnung, zum Mond zu fliegen.
Die Unterstützungsmannschaft (Support-Crew) bestand aus Joseph Allen, Karl Henize und Robert Parker, alle drei waren Wissenschaftsastronauten aus der sechsten Auswahlgruppe der NASA.

## Vorbereitung
Anfang Januar 1970, noch vor Bekanntgabe der Besatzung von Apollo 15, wurde der letzte geplante Mondflug, Apollo 20, aus finanziellen Gründen abgesagt. Im September wurden zwei weitere Flüge, die ursprüngliche Apollo-15-Mission sowie Apollo 19, gestrichen. Die drei verbliebenen Flüge 16 bis 18 wurden mit 15 bis 17 neu nummeriert.
Somit wurde Apollo 15 eine Mission vom Typ J mit erweitertem wissenschaftlichen Profil. Die Mondlandefähre LM-10 war gegenüber Apollo 14 stark verbessert worden und erlaubte eine längere Aufenthaltsdauer auf dem Mond. Außerdem konnte ein Mondauto (LRV – Lunar Roving Vehicle) mitgeführt werden. Das Fahrzeug fand zusammengeklappt an der Außenseite der Landefähre Platz. Zusammen mit den verbesserten Lebenserhaltungssystemen (PLSS) der Raumanzüge konnten sich die Astronauten länger im Vakuum aufhalten und große Strecken auf dem Mond zurücklegen. Das Servicemodul war ebenfalls um eine wissenschaftliche Ausrüstung erweitert worden und enthielt zwei Kameras, Magnetometer, Gravimeter sowie Geräte zur Röntgenfluoreszenzanalyse der Oberfläche.
Die Mondlandefähre LM-10 erhielt den Namen Falcon (Falke), das Apollo-Raumschiff CSM-112 wurde nach dem Schiff des Entdeckers James Cook Endeavour benannt. Selbst innerhalb der NASA wurde neben der britischen auch die amerikanische Schreibweise Endeavor verwendet.
Die Mondfähre LM-9 und das Raumschiff CSM-111, die für den gestrichenen Raumflug vorgesehen waren, wurden nicht für Mondflüge eingesetzt. LM-9 wurde später im Kennedy Space Center ausgestellt, während CSM-111 im Jahre 1975 für das Apollo-Sojus-Projekt verwendet wurde.
Die geologische Ausbildung der Astronauten war gegenüber früheren Apolloflügen viel intensiver, um den wissenschaftlichen Anforderungen der Mission Rechnung zu tragen. Der Geologe Lee Silver führte mit den Astronauten zahlreiche Trainingsexkursionen durch.
Die einzelnen Stufen der Saturn-V-Rakete AS-510 wurden zwischen Mai und Juli 1970 im Kennedy Space Center angeliefert. Am 11. Mai 1971 konnte die Rakete zur Startrampe 39A gerollt werden.
Als Verbindungssprecher (Capcom) während des Fluges dienten die Ersatzleute Gordon, Brand und Schmitt, die Mitglieder der Unterstützungsmannschaft (Allen, Henize und Parker), die Apollo-14-Astronauten Alan Shepard und Edgar Mitchell sowie Gordon Fullerton aus der siebten Astronautengruppe.
Wie auch schon ihre Vorgänger mussten Scott, Irwin und Worden eine Vorflugquarantäne durchlaufen.

## Flugverlauf

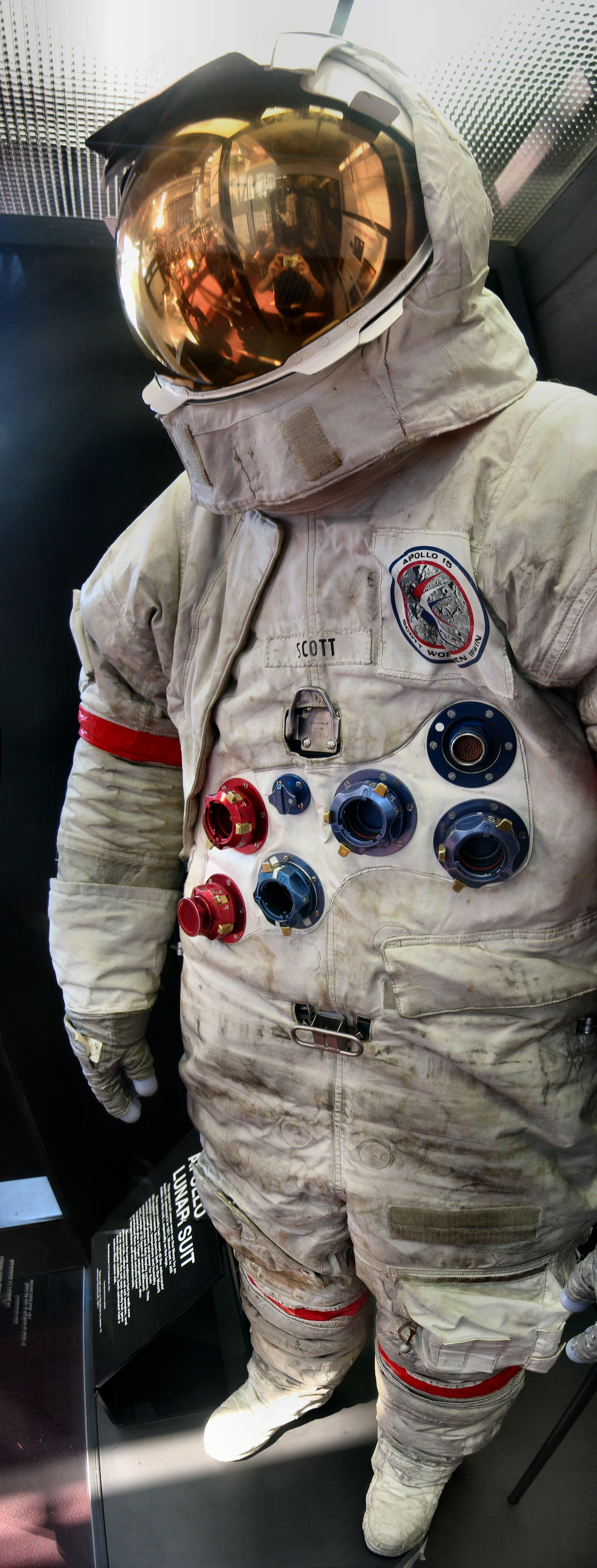
David Scotts A7L-Raumanzug

### Start und Hinflug
Die Saturn V mit der Nummer AS-510 startete am 26. Juli 1971, 13:34 UTC vom Kennedy Space Center, Florida und erreichte nach 12 Minuten die Erdumlaufbahn. Während des Aufstiegs kam es unmittelbar nach der ersten Stufentrennung zum Ausfall der Systeme der ausgebrannten S-IC, was sich auf den Abgasstrahl der S-II zurückführen ließ. Für diesen Flug hatte man zur Gewichtsersparnis die Zahl der Bremstriebwerke an der S-IC von 8 auf 4 reduziert. Um eine Wiederholung dieser gefährlichen Annäherung zu vermeiden, wurde diese Änderung für die nächsten Flüge wieder rückgängig gemacht.
Nach zwei Erdumkreisungen wurde die dritte Stufe ein zweites Mal gezündet und brachte Apollo 15 auf den Weg zum Mond.

### Auf dem Mond
Als Landegebiet wurde die Hadley-Rille im Apenninen-Gebirge des Mondes ausgewählt. Die Landung erfolgte am 30. Juli um 22:16:29 UTC. Es war die härteste Landung des gesamten Programmes auf Grund einer relativ hohen Sinkgeschwindigkeit von 2,0 m/s wegen des geänderten Raketentriebwerks und erhöhten Gewichts des Landers. Trotz schwierigen Anflugs im bergigen Terrain wurde eine Landung im Zielgebiet nur 550 m entfernt von der geplanten Landestelle erreicht.
Von Scott wurde eine erste Extra-vehicular Activity (EVA) für 33 min durchgeführt, bei der er stehend aus der Kopplungsluke (Stand-up EVA) einen ersten Überblick über die bergige Region gab. Dabei beschrieb er das umliegende Terrain und nahm Bilder mit dem erstmals mitgeführten 500-mm-Teleobjektiv auf.
Um während des verlängerten Mondaufenthalts den circadianen Rhythmus einzuhalten, wurde nach der Landung eine fünfstündige Schlafpause eingeplant, während deren die beiden Astronauten erstmals ihre Druckanzüge ablegen durften.
Im Anschluss begannen Scott und Irwin ihren ersten Mondspaziergang als siebte und achte Menschen auf dem Mond.
Als Scott den Mond betrat, sagte er:

“As I stand out here in the wonders of the unknown at Hadley, I sort of realize there’s a fundamental truth to our nature: Man must explore. And this is exploration at its greatest.”

„Während ich hier in den Wundern des Unbekannten an der Hadley-Basis stehe, wird mir klar, dass es für das Wesen des Menschen eine Grundwahrheit gibt: Der Mensch muss erforschen. Und dies ist die größte Entdeckungsreise von allen.“

Beim Aufbau des Mondautos musste Scott feststellen, dass die Vorderradlenkung defekt war. Da das Fahrzeug aber auch über eine Hinterradlenkung verfügte, konnte es doch noch verwendet werden. Sie fuhren zu der Ellbogen genannten Krümmung der Hadley-Rille, einer rund 1 km breiten und bis zu 300 m tiefen Schlucht vulkanischen Ursprungs. Die Fahrt dorthin war ausgesprochen unruhig, so dass bei einem Sechstel der Erdanziehungskraft das Fahrzeug heftige Sprünge zeigte und teilweise nur ein Rad auf dem Boden war. Nach der Rückkehr wurden die Messgeräte des ALSEP (Apollo Lunar Surface Experiments Package) etwa 200 m westnordwestlich der Landefähre aufgestellt. Außerdem wurde wie bei Apollo 11 und Apollo 14 ein Laserreflektor (LRRR) auf der Oberfläche des Mondes aufgestellt. Dieser ermöglicht bis heute, präzise die Entfernung zwischen Mond und Erde bis auf wenige Zentimeter genau zu messen. Die Entwicklung des für dessen Tripelprismen verwendeten hochtemperaturfesten Quarzglases mit besonders niedrigem Brechungsindex und die Herstellung der Prismen wurde von der Firma Heraeus in Hanau unter anderem von den Ingenieuren Heinrich Mohn und Peter Hitzschke durchgeführt. Die Dauer der EVA an diesem Tage war 6 h 32 min.
Die EVA 2 war mit 7 h 12 min die längste und führte die Astronauten zum ca. 5 km entfernten Mons Hadley Delta. Ein Hauptziel der Mission war die Suche nach einer Gesteinsprobe aus der ursprünglichen Mondkruste. Bei einem Stopp am Spur Crater fanden sie den sogenannten Genesis Rock (Mondprobe 15415), einen eisenhaltigen Anorthosit, der sich früh nach Erstarren der Mondkruste gebildet hatte und ca. 4,1 Milliarden Jahre alt ist. Die US-Flagge wurde erst am Ende dieser EVA errichtet.
EVA 3 ging ein zweites Mal zur Hadley-Rille. Hier wurden Bodenproben aus über 2 Metern Tiefe entnommen, was sich auch mit dem verbesserten Bohrgerät wegen des kompakten Untergrundes als mühsam erwies. Die Crew beendete die EVA nach 4 h 49 min und ließ den Rover so geparkt, dass die Fernsehkamera die Landefähre filmen konnte.
Die Mondfähre verließ die Oberfläche am 2. August um 17:11:23 UTC, die Übertragung des Starts zur Erde mit der Kamera des Rovers gelang aber noch nicht wie gewünscht.

### Rückflug und Landung

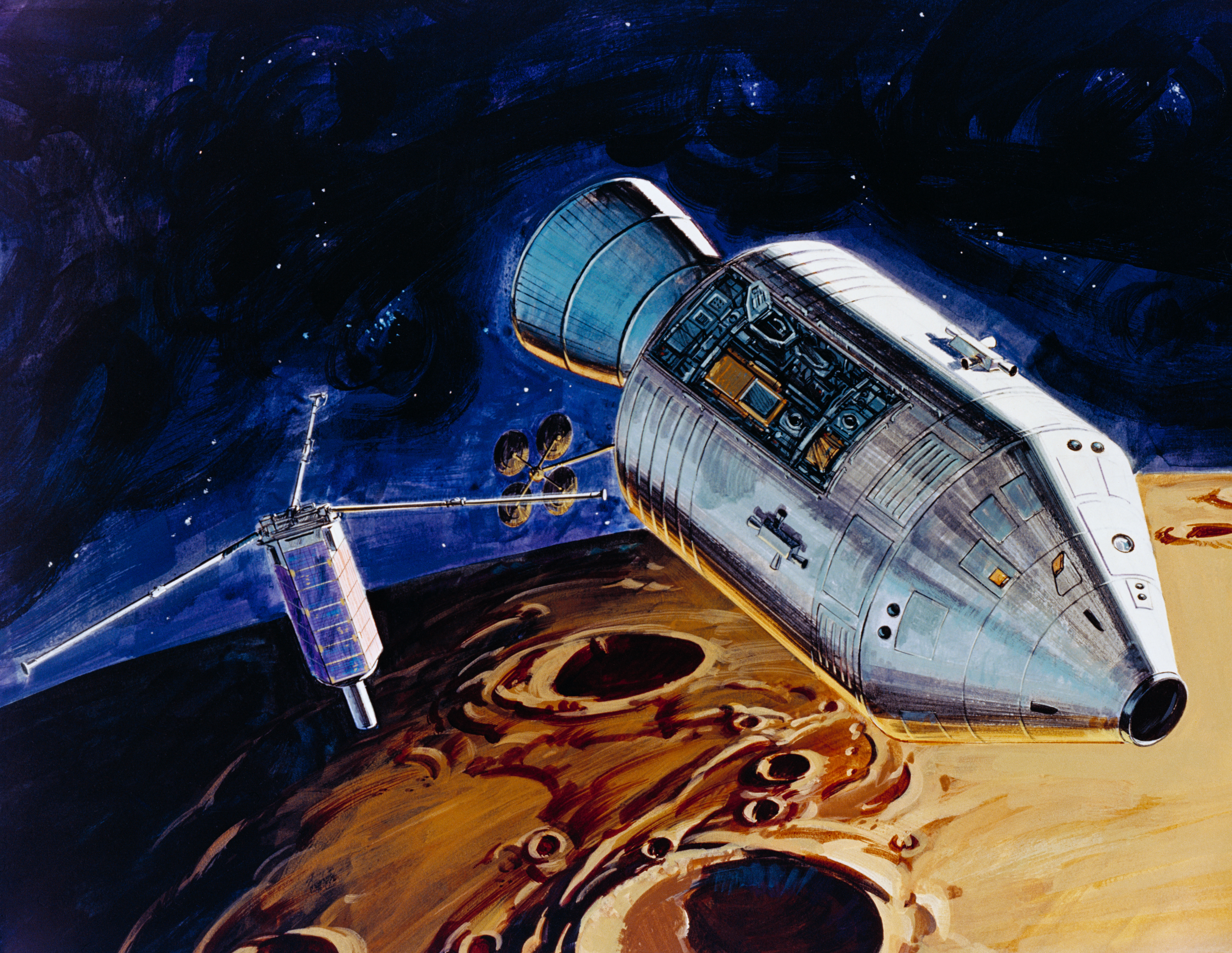
Künstlerische Darstellung von Apollo 15 und dem ausgesetzten Subsatelliten PFS-1.

Nach dem Rendezvousmanöver traten während des Umladens der Gesteinsproben und wissenschaftlichen Aufzeichnungen bei Irwin zwischenzeitlich Herzrhythmusstörungen (Bigeminus) auf. Während des Rückfluges vertierte sein Rhythmus spontan wieder zum normalen Sinusrhythmus.
Vor dem Verlassen des Orbits wurde noch PFS-1 (Particles and Fields Subsatellite), ein kleiner Satellit, aus der SIM Bay des Apollo-Raumschiffs ausgesetzt. Er sollte in der Mondumlaufbahn Daten von Gravitations- und Magnetfeldern übermitteln.
Der Rückflug selbst ging ohne Probleme vonstatten. Alfred Worden verließ die Kommandokapsel Endeavour während des Fluges noch für eine weitere 38-minütige EVA, um Filmmaterial zu bergen, das von den Kameras am Servicemodul belichtet worden war. Dies war der erste Weltraumausstieg aus einer Apollo-Kommandokapsel seit Apollo 9 und der erste überhaupt außerhalb einer Erdumlaufbahn.
Am 7. August 1971 um 20:45 UTC wasserte Apollo 15 sicher im Pazifik. Bei der Öffnung der drei Hauptschirme entfalteten sich nur zwei. Die Redundanz im Fallschirmsystem der Kommandokapseln von Apollo war für eine solche Störung ausreichend, da ein solcher Fall bei Planung und Konstruktion mit berücksichtigt worden war, weshalb trotzdem eine sichere Wasserung erfolgte. Die Bergung erfolgte durch die Okinawa. Die Mannschaft brachte bei dieser Mission 76,8 kg Mondgestein mit auf die Erde, darunter auch den Genesis-Stein.

## Verbleib des Raumfahrzeugs
Die Kommandokapsel befindet sich derzeit in der Ausstellung des National Museum of the United States Air Force auf der Wright-Patterson Air Force Base in Dayton, Ohio.

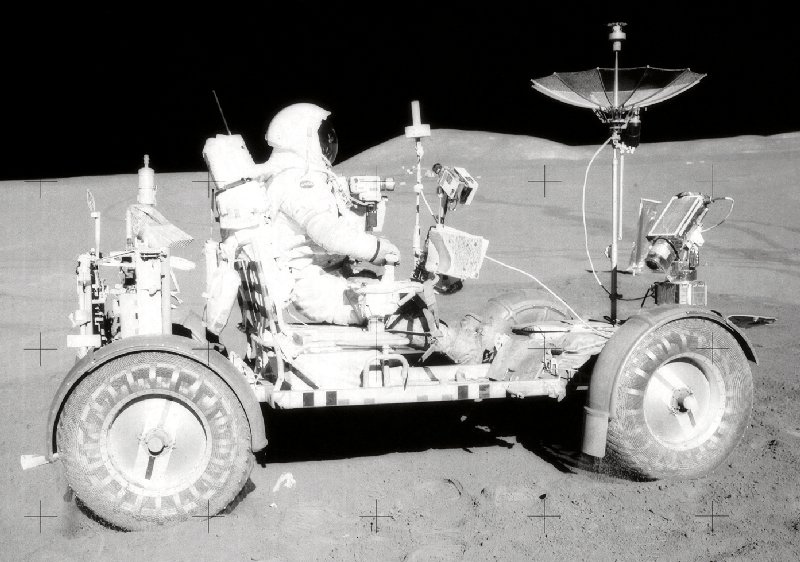
David Scott fährt das LRV
- Das LRV im Einsatz
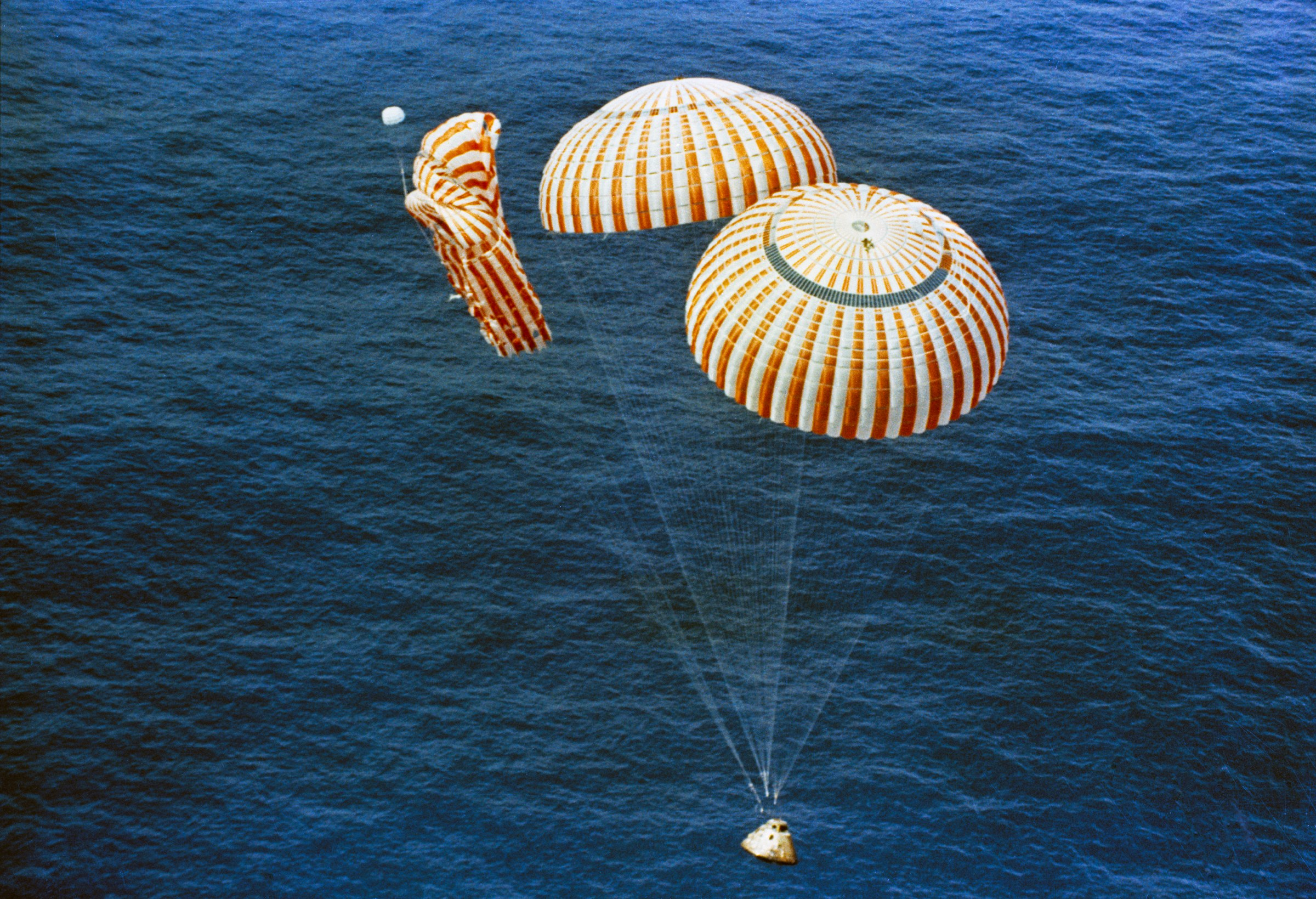
Die Kommandokapsel der Apollo-15-Mission landet mit nur zwei geöffneten Fallschirmen

## Trivia
- Gegen Ende des Mondaufenthaltes demonstrierte Scott vor laufender Kamera die Richtigkeit von Galileis Fallgesetz.[10] Er zeigte mit seinem Geologenhammer und einer Falkenfeder, dass im Vakuum des Mondes alle Objekte unabhängig von ihrem Gewicht gleich schnell fallen.[11]
- Scott und Irwin platzierten während der letzten EVA das Kunstwerk Fallen Astronaut des belgischen Künstlers Paul Van Hoeydonck. Es besteht aus einer etwa 8,4 Zentimeter großen Statuette, die einen verunglückten Raumfahrer symbolisiert, und einer Aluminiumplakette, auf der die Namen von acht US-Astronauten und sechs sowjetischen Kosmonauten verzeichnet sind. Sieben davon waren Opfer von Raumfahrtunfällen, sechs von Flug- oder Autounfällen. Einer verstarb infolge einer Erkrankung.
- Hildegard Knef verarbeitete die Rückkehr der Astronauten von Apollo 15 in der ersten Textzeile ihres Liedes „Ferienzeit“ auf ihrem 1971 erschienenen Album Worum geht’s hier eigentlich?: „Heute kamen sie vom Mond zurück...ein Fallschirm ging nicht auf...“
- Das Kommandomodul Endeavour führte ein Holzstück des Segelschiffs Endeavour des Seefahrers und Entdeckers James Cook mit.[12]
- In der US-Streamingserie For All Mankind (seit 2019), die als Alternativweltgeschichte in den 1960ern beginnt, landet Apollo 15 abweichend am Mond-Südpol und entdeckt im Shackleton (Mondkrater) Wassereis.